# Техас-Сіті (Техас)
Техас-Сіті (англ. Texas City) — місто (англ. city) в США, в окрузі Галвестон штату Техас. Населення — 51 898 осіб (2020).

## Географія
Техас-Сіті розташований за координатами 29°26′1″ пн. ш. 94°53′34″ зх. д. / 29.43361° пн. ш. 94.89278° зх. д. (29.433717, -94.892695).  За даними Бюро перепису населення США в 2010 році місто мало площу 480,56 км², з яких 165,25 км² — суходіл та 315,31 км² — водойми.

## Демографія
Згідно з переписом 2010 року, у місті мешкало 45 099 осіб у 16 628 домогосподарствах у складі 11 426 родин. Густота населення становила 94 особи/км².  Було 18773 помешкання (39/км²).
Расовий склад населення:
| - 56,0 % — білих - 29,7 % — чорних або афроамериканців - 1,0 % — азіатів - 0,7 % — корінних американців - 0,1 % — вихідців з тихоокеанських островів - 9,5 % — осіб інших рас |

До двох чи більше рас належало 3,0 %. Частка іспаномовних становила 27,0 % від усіх жителів.
За віковим діапазоном населення розподілялося таким чином: 26,3 % — особи молодші 18 років, 60,8 % — особи у віці 18—64 років, 12,9 % — особи у віці 65 років та старші. Медіана віку мешканця становила 35,9 року. На 100 осіб жіночої статі у місті припадало 92,0 чоловіків;  на 100 жінок у віці від 18 років та старших — 87,3 чоловіків також старших 18 років.
Середній дохід на одне домашнє господарство  становив 57 801 долар США (медіана — 43 702), а середній дохід на одну сім'ю — 65 838 доларів (медіана — 51 253). Медіана доходів становила 41 037 доларів для чоловіків та 35 528 доларів для жінок. За межею бідності перебувало 21,0 % осіб, у тому числі 31,0 % дітей у віці до 18 років та 13,2 % осіб у віці 65 років та старших.
Цивільне працевлаштоване населення становило 18 652 особи. Основні галузі зайнятості: освіта, охорона здоров'я та соціальна допомога — 25,7 %, роздрібна торгівля — 12,1 %, мистецтво, розваги та відпочинок — 10,0 %, виробництво — 9,3 %.